# Spinanomala hainanensis
Spinanomala hainanensis är en skalbaggsart som beskrevs av Lin 1979. Spinanomala hainanensis ingår i släktet Spinanomala och familjen Rutelidae. Inga underarter finns listade i Catalogue of Life.